# Crveni vuk
Crveni vuk (Canis rufus ili Canis lupus rufus), također poznat kao i Floridski crni vuk ili Vuk doline Mississippija je kanid s jugoistoka SAD-a. Ova vrsta je neriješenog taksonomskog identiteta, naime morfološki je između kojota i sivog vuka i crvenkasto-sive je boje. Crveni vuk je kritično ugrožena vrsta SAD-a i zaštićena je zakonom, a upisana je na IUCN-ov crveni popis 1996. godine. Smatra se najrjeđom vrstom vuka i jedna je od pet najugroženijih vrsta vuka na svijetu.

## Sistematizacija i evolucija
Taksonomski status crvenog vuka bio je predmet kontroverzi. Genetska studija iz 2011. godine pokazala je da je to hibridna vrsta između sivih vukova i kojota. Ponovna analiza ove studije, zajedno sa širom kontekstualnom analizom koja je uključivala ponašanje, morfološke i dodatne genetske informacije, dovela je do argumenata da je crveni vuk nezavisna vrsta, ali koja pati od značajne introgresije gena kojota vjerojatno zbog desetkovanja crvenog vuka i fragmentacije njihove društvene strukture zbog lova. Premda ovaj pregled z 2012. godine nije jedinstveno prihvaćen među mjerodavnim znanstvenicima, dvije kasnije revizije ažuriranih istraživanja 2013. i 2014. godine upućuju na to da je crveni vuk nekad bio vrsta koja se razlikovala od sivog vuka i kojota. Genske studije iz 2015. godine, koristeći najopsežnije podatke o mitohondrijskoj DNK, Y-kromosomskim podacima i genomima 127.235 jedinstvenih nukleotidnih polimorfizama, zaključili su da je "najviše parsimonsko objašnjenje" da su istočni vukovi u provincijskom parku Algonquin "ostatak entiteta povijesnih vukova koji su najvjerojatnije postojali diljem istočnih Sjedinjenih Država ". Također, istraživanje iz 2016. od 28 sekvencijskih kanidnih genoma zaključilo je kako crveni i istočni vukovi imaju sekvence koje se mogu objasniti samo kao rezultat hibridizacije sivog vuka i kojota.
Crveni su vukovi bili prva vrsta vukova novoga svijeta s kojima su se susreli europski kolonisti, a izvorno su obitavali diljem istočnih Sjedinjenih Američkih Država, od Atlantskog oceana do središnjeg Teksasa, a na sjeveru od doline rijeke Ohio, sjeverne Pennsylvanije i juga južnog New Yorka do Meksičkog zaljeva na jugu.
Crveni je vuk do sredine 1900. godine bio gotovo izumro zbog agresivnih programa kontrole predatora, uništavanja staništa i opsežne hibridizacije s kojotima. Do kasnih šezdesetih, to se dogodilo s manjim zajednicama u zaljevu obale zapadne Louisiane i istočnog Teksasa. Četrnaest od tih preživjelih odabrano je kao temelj zajednice uzgojene u zatočeništvu u zoološkom vrtu Point Defiance od 1974. do 1980. godine. Nakon uspješnog eksperimentalnog preseljenja na otok Bulls na obali Južne Karoline 1978. godine, crveni vuk je proglašen izumro u divljini 1980. godine. Kako bi nastavili s naporima obnove, 1987. godine zarobljene životinje puštene su u Parku divljine Alligator River na poluotoku Albemarle u Sjevernoj Karolini, te dvije godine kasnije i u Nacionalnom parku Great Smoky Mountains Od 63 crvena vuka koji su pušteni od 1987. do 1994. godine, populacija je porasla na čak 100-120 jedinki do 2012., ali je 2018. godine zabilježen pad na samo 40 jedinki.

## Izgled i društveni život
Izgled crvenog vuka tipičan je za rod Canis i općenito je srednje veličine između kojota i sivog vuka, iako se neki primjerci mogu preklapati s malim sivim vukovima. Odrasli imaju duljinu od 136–160 cm i teže od 23–39 kg. Krzno im je obično više crvenkasto i manje čupavo od krzna kojota i sivih vukova, općenito je blijedo i sivkasto s oznakama svjetlih dijelova oko usana i očiju. Uši su im također proporcionalno veće od ušiju kojota i sivih vukova. Glava je obično uska, s dugom i vitkom njuškom, malom lubanjom i dobro razvijenim sagitalnim grebenom. Maleni mozak crvenog vuka se razlikuje od ostalih Canis vrsta, približavajući se onima kanidima vrsta Vulpes i Urocyon, što ukazuje na to da je crveni vuk jedan od drevnih članova ovih rodova.
Crveni vuk je društveniji od kojota, ali manje od sivog vuka. Pari se u siječnju i veljači, s prosječno 6-7 mladunaca rođenih u ožujku, travnju i svibnju. Oni su monogamni s oba roditelja koji sudjeluju u uzgoju vučića. Borave u šupljim stablima debala, duž obala potoka i napuštenih skloništa drugih životinja. U dobi od šest tjedana vučići se udaljavaju od skloništa, a dosežu punu veličinu u dobi od jedne godine, postajući seksualno zreli dvije godine kasnije.